# Pamulihan (Larangan)
Pamulihan is een bestuurslaag in het regentschap Brebes van de provincie Midden-Java, Indonesië. Pamulihan telt 20.092 inwoners (volkstelling 2010).